# The Royal Ballet
 (janvier 2019).
Si vous disposez d'ouvrages ou d'articles de référence ou si vous connaissez des sites web de qualité traitant du thème abordé ici, merci de compléter l'article en donnant les références utiles à sa vérifiabilité et en les liant à la section « Notes et références ».
The Royal Ballet est une compagnie de ballet britannique. Ses infrastructures se trouvent au Royal Opera House à Covent Garden, dans la ville de Londres en Angleterre.
Fondée en 1931 par Ninette de Valois, The Royal Ballet est la plus grande des quatre compagnies de ballet internationales du Royaume-Uni. Le nom original de la compagnie était Vic-Wells Ballet, puis Sadler's Wells Ballet, du nom du théâtre où elle a été créée, le Sadler's Wells Theatre. Après avoir déménagé au Royal Opera House en 1946, la compagnie obtient une charte royale en 1956, se faisant par la même occasion rebaptiser The Royal Ballet. Reconnue internationalement comme le ballet national du Royaume-Uni, The Royal Ballet est l'une des compagnies de ballet prééminentes dans le monde au cours du XXe siècle. Aujourd'hui encore, la compagnie est reconnue pour ses valeurs artistiques et créatives.
L'entreprise emploie une centaine de danseurs, basés dans les installations construites à cet effet au sein du Royal Opera House. L'école officielle de la compagnie est la Royal Ballet School, couplée au Birmingham Royal Ballet, dont la gestion demeure indépendante. 
La Prima ballerina assoluta du Royal Ballet est Margot Fonteyn.

## Histoire
The Royal Ballet a été fondé par la danseuse irlandaise Ninette de Valois. En 1926, elle crée une école de danse pour filles à Londres sous de nom de l'Académie de l'art chorégraphique. Elle souhaite monter une école et une troupe où sera mis en valeur le répertoire classique, et entame pour ce faire une collaboration avec le célèbre producteur de théâtre Lilian Baylis, alors propriétaire de l'Old-Vic theatre et du Sadler's Wells theatre. En 1925, Baylis est désigné par Ninette de Valois pour créer des ballets destinés à ces deux théâtres. Avec la rénovation du Sadler's Wells theatre en 1931, de Valois déplace son école de danse dans les locaux du théâtre, et prend alors le nom Sadler's Wells Ballet School. Une compagnie de ballet est également créée, sous le nom Vic-Wells Ballet. Ce sont ces deux entités qui donneront plus tard naissance au Royal Ballet, au Birmingham Royal Ballet, et à la Royal Ballet School.
Avant de retourner au Royaume-Uni, Ninette de Valois était une danseuse des Ballets russes, la célèbre et influente compagnie de ballet, dissoute en 1929 après la mort de son fondateur Serge Diaghilev. Aussi, à l'ouverture du Vic-Wells Ballet, elle invite de nombreux anciens danseurs des Ballets russes à rejoindre sa troupe, notamment Alicia Markova et Anton Dolin, en tant que danseurs "principaux", et Tamara Karsavina, comme conseillère artistique. Elle emploie également le compositeur Constant Lambert, premier directeur de musique et chef d'orchestre, qui laissa une empreinte artistique et musicale considérable dans l'histoire de la compagnie.
Après des débuts encourageants, il est décidé que Lilian Baylis se concentrerait sur des pièces dramatiques à l'Old-Vic theatre. La compagnie continue de danser au Sadler's Wells theatre, et en 1939, elle est renommée Sadler's Wells Ballet. La société continue d'utiliser ce nom pendant de nombreuses années, même après la relocalisation à la Royal Opera House en 1946. Fermée depuis de nombreuses années, la Royal Opera House avait précédemment été utilisée comme salle de danse, puis de stockage pendant la Seconde Guerre mondiale. Sous la direction de David Webster, la troupe est invitée à devenir la compagnie résidente du théâtre. Au terme des travaux de rénovation, la troupe met en scène le premier spectacle abrité par la Royal Opera House, La Belle au Bois dormant.
Après le déménagement de la troupe à la Royal Opera House, l'école de ballet déménage en 1947 à Baron's Court, Kensington.
Une seconde compagnie de ballet est par la suite formée pour poursuivre les ballets au Sadler's Wells theatre, le Sadler Wells Theatre Ballet, sous la direction de John Field, choisi par Ninette de Valois. La compagnie se produit au Sadler Wells theatre jusqu'en 1955, date où elle rejoint la troupe principale à Covent Garden, en tant que troupe "itinérante". Un an plus tard, une charte royale est accordée aux deux troupes professionnelles. Les trois entités sont alors renommées "Royal Ballet" pour la compagnie principale, "Sadlers Wells Royal Ballet" pour la troupe de tournée, et "Royal Ballet School" pour l'école de danse.

## Personnalités notables

### Danseurs
- Thiago Soares
- Marianela Núñez
- Svetlana Beriosova
- Tetsuya Kumakawa
- David Blair
- Darcey Bussell
- José Manuel Carreño
- Alina Cojocaru
- Lesley Collier
- Michael Coleman
- John Cranko
- Henry Danton
- Sir Anton Dolin
- Sir Anthony Dowell
- Viviana Durante
- Alessandra Ferri
- John Field
- Margot Fonteyn
- Christopher Gable
- Mara Galeazzi
- Jonathan Cope
- John Gilpin
- Alexander Grant
- Beryl Grey
- Sylvie Guillem
- Sir Robert Helpmann
- Johan Kobborg
- Wayne Sleep
- Rowena Jackson
- Colin Jones
- Gillian Lynne
- Natalia Makarova
- Alicia Markova
- Monica Mason
- Irek Moukhamedov
- Nadia Nerina
- Rudolf Noureev
- Merle Park
- Sergei Polunin
- Ivan Putrov
- Tamara Rojo
- Steven McRae
- Sarah Lamb
- Rupert Pennefather
- Adward Watson
- Lynn Seymour
- Antoinette Sibley
- Moira Shearer
- Zoltan Solymosi
- Michael Somes
- David Wall
- Miyako Yoshida

### Danseurs invités
- Roberto Bolle
- Ethan Stiefel
- Igor Zelensky
- Yvette Chauviré
- Nina Ananiashvili

### Chorégraphes
- Frederick Ashton
- David Bintley
- John Cranko
- Robert Helpmann
- Kenneth MacMillan
- Wayne McGregor
- Christopher Wheeldon

### Directeurs artistiques
- 1931-1963 : Ninette de Valois
- 1963-1970 : Frederick Ashton
- 1970-1977 : Kenneth MacMillan
- 1970-1971 : John Field (co-directeur)
- 1977-1986 : Norman Morrice
- 1986-2001 : Anthony Dowell
- 2001-2002 : Ross Stretton
- 2002–2012 : Monica Mason
- 2012- : Kevin O'Hare